# Vocalisti
Vocalisti ist ein Männer-Oktett aus dem Oberwallis, Schweiz.

## Geschichte
Auf Initiative von Antonia Heinzen-Schalbetter und Beat Schmid trafen sich 1994 die beiden Initianten sowie Elmar Kreuzer und Freddy Schmid zur Gründung des Oktetts. Erste Dirigentin wurde Antonia Heinzen-Schalbetter. Mit zusätzlichen Sängern wurde die Gruppe zum Oktett erweitert.

## Repertoire
Das Repertoire des Oktetts umfasst ein breites Spektrum weltlicher und kirchlicher Musik und lässt sich im Hinblick auf ein bestimmtes Genre nicht wirklich kategorisieren. Zum Programm gehören unter anderem gregorianische Choräle, mehrstimmige Werke der Renaissance, Klänge aus dem Zeitalter der Romantik und der Klassik, Werke zeitgenössischer Komponisten und Arrangements aktueller Folk- und Pop-Songs. Humorvolle Bühnenprogramme im Stil der Comedian Harmonists, Advents- und Weihnachtskonzerte und themenbezogene Konzertprogramme ergänzen das Repertoire. Dabei singt das Ensemble in den unterschiedlichsten Sprachen, neben Deutsch oft auch in Französisch, Italienisch, Englisch oder Latein. Gelegentlich wird das Ensemble von einheimischen Instrumentalistinnen und Instrumentalisten begleitet. Das Oktett tritt vor allem im Oberwallis und in der deutschsprachigen Schweiz auf.

## Chorleitung
Die Gründungsdirigentin Antonia Heinzen-Schalbetter leitete das Oktett von der Gründung bis Ende 2004. Seither wird das Ensemble von Norbert Carlen geführt, der gleichzeitig auch im Tenor 2 mitsingt.

## Mitglieder
Mit Ausnahme des Dirigenten Norbert Carlen sind alle Mitglieder Amateursänger, verfügen aber über eine solide musikalische Ausbildung. Im Verlauf der Jahre haben einzelne Sänger das Oktett verlassen und sind durch andere ersetzt worden. Seit der Gründung dabei sind Beat Schmid (Tenor 1), Freddy Schmid (Bass 1) und Elmar Kreuzer (Bass 1). In der momentanen Besetzung singen ebenfalls Sergio Biaggi (Tenor 1, seit 1997), Raoul Abgottspon (Tenor 2, seit 2001), Norbert Carlen (Tenor 2, seit 2005), Ernst Minnig (Bass 2, seit 2005) und Felix Ruppen (Bass 2, ab 2025).

## Auszeichnungen
- 2012 Montreux-Wettbewerb
- 2017 Schweizerischer Chorwettbewerb in Aarau

## Vocalisti in den Printmedien
- Zeitungsarchiv Alois Grichting; Suchbegriff: Vocalisti

## Tonträger
- CD «Weihnachten mit den Vocalisti», November 2000, Produktion Friton Tonstudio, Forst
- CD «Mis Wallis, mon Valais», Februar 2017, Artlab 17581, Joseph Rotzetter, Senèdes
- CD «Es ist ein Ros’ entsprungen», Juni 2008, Artlab 08513, Joseph Rotzetter, Senèdes

## Radio- und Fernsehauftritte
- Vom Simplonpass zum Aletschgletscher. In: SRF «Fensterplatz». 25. Januar 2007 ab Minute 43:50
- Eidgenössisches Gesangsfest im Wallis. In: SRF Tagesschau. 3. Juni 2000
- Chormusik aus dem Wallis. In: SRF Fiirabigmusig. 29. Juni 2017

## Vocalisti auf YouTube
- Ausschnitte aus Konzerten der Vocalisti